# Dysoneura trifurcata
Dysoneura trifurcata is een fossiele soort schietmot uit de familie Dysoneuridae.